# Maika Hamano
Pour les articles homonymes, voir Hamano.
Maika Hamano (浜野 まいか, Hamano Maika), née le 9 mai 2004 à Takaishi, dans la préfecture d'Osaka, est une footballeuse internationale japonaise qui évolue au poste d'attaquante au Chelsea FC.

## Palmarès

### En club
Chelsea Ladies
- Championne d'Angleterre en 2024 et 2025